# Seznam uměleckých realizací ve veřejném prostoru v Ruzyni
Seznam uměleckých realizací v Ruzyni v Praze 6 obsahuje tvorbu výtvarných umělců umístěnou ve veřejném prostoru v katastrálním území Ruzyně. Seznam je řazen podle ulic a nemusí být úplný.

## Seznam uměleckých realizací
| Název                                         | Fotografie                                                                    | Lokace                                                 | Autor                             | Rok       | Popis                                     | Poznámka                                                                     |
| --------------------------------------------- | ----------------------------------------------------------------------------- | ------------------------------------------------------ | --------------------------------- | --------- | ----------------------------------------- | ---------------------------------------------------------------------------- |
| Brána do prostoru                             |                                                                               | Aviatická 50°6′27,26″ s. š., 14°16′3,83″ v. d.         | Jan Koblasa (1932–2017)           | 1968      | reliéf                                    | letištní budova                                                              |
| Reliéf                                        |                                                                               | Aviatická 50°6′25,18″ s. š., 14°16′39,21″ v. d.        | Valerián Karoušek (1923–1970)     | 1968      | reliéf, laminát, kov                      | správní budova hangárů                                                       |
| Obludy                                        | Kategorie „Obludy (Kurt Gebauer)“ na Wikimedia Commons                        | Ciolkovského 50°5′23,52″ s. š., 14°18′16,89″ v. d.     | Kurt Gebauer (*1941)              | 1980–1989 | žula, beton                               | Sídliště Na Dědině                                                           |
| Plastika                                      | Kategorie „Plastika (František Pacík)“ na Wikimedia Commons                   | K letišti 50°5′56,63″ s. š., 14°17′16,25″ v. d.        | František Pacík (1927–1975)       | 1975      | socha, umělý kámen                        | technický blok letiště Ruzyně                                                |
| Vzlet                                         |                                                                               | Lipská 50°6′52,45″ s. š., 14°17′10,21″ v. d.           | Jiří Novák (1922–2010)            | 1972      | socha, kov                                | Kulturní památka rejst. č. ÚSKP 105131 depozitář GHMP , probíhá rekonstrukce |
| Prvky pro dětské hřiště na sídlišti           | Kategorie „Prvky pro dětské hřiště na sídlišti (Ruzyně)“ na Wikimedia Commons | Rubličova 50°5′32,41″ s. š., 14°18′19,26″ v. d.        | neuveden                          | 1970–1989 | herní prvek, beton                        | Sídliště Na Dědině                                                           |
| Dekorativní stěna a sochy pro mateřskou školu |                                                                               | Šmolíkova 865/3 50°5′25,58″ s. š., 14°18′18,55″ v. d.  | neuveden                          | 1970–1989 | dekorativní stěna, socha, beton, pískovec | Sídliště Na Dědině, mateřská škola                                           |
| Delta (†)                                     |                                                                               | Žukovského 588/2 50°5′26,23″ s. š., 14°18′32,52″ v. d. | Vratislav Karel Novák (1942–2014) | 1987      | socha, hliník, ocel                       | obchodní centrum                                                             |